# Mistrzostwa Świata w Zapasach 1909
Mistrzostwa Świata w Zapasach 1909 odbyły się w 1909 w mieście Wiedeń (Austro-Węgry).

## Styl klasyczny
| Konkurencja | Złoto           | Srebro                | Brąz           |
| ----------- | --------------- | --------------------- | -------------- |
| -75 kg      | Alois Totuschek | Robert Dirry          | Andreas Mrosek |
| +75 kg      | Anton Schmitz   | Hans Heinrich Egeberg | Josef Bechyne  |

## Tabela medalowa
| Lp. | Państwo           | Złoto | Srebro | Brąz |
| --- | ----------------- | ----- | ------ | ---- |
| 1.  | Cesarstwo Austrii | 2     | 1      | 1    |
| 2.  | Dania             | 0     | 1      | 0    |
| 3.  | Bohemia           | 0     | 0      | 1    |